# Пашерстник, Арон Ефимович
Арон Ефимович Пашерстник (7 (19) декабря 1900, Минск — 20 декабря 1958, Москва) — советский учёный-правовед, доктор юридических наук (1947), профессор (1948), специалист в области трудового права. Заведующий кафедрами трудового права в Московском юридическом институте (1948—1954) и на юридическом факультете Московского государственного университета имени М. В. Ломомносова (1954—1958).